# Koksmurf
Koksmurf, ook wel Suikersmurf, Banketbakkersmurf, Baksmurf of Kooksmurf genoemd, is een van de vaste personages uit het universum van de Smurfen, bedacht door de Belgische striptekenaar Peyo. Hij komt zowel voor in de oorspronkelijke stripserie van Peyo als in de hierop gebaseerde tekenfilms.

## Verhaallijnen
Koksmurf is de kok van het Smurfendorp. Hij is dan ook makkelijk te herkennen aan zijn koksmuts en het schort dat hij vaak draagt. 
Smulsmurf steelt vaak van Koksmurfs eten, waarna Koksmurf soms met een deegroller woedend achter Smulsmurf aan rent.

## Televisie
In de televisieserie zijn Koksmurf en Smulsmurf samengevoegd tot één personage, met de naam Smulsmurf.
De originele stem van deze Smulsmurf werd onder andere ingesproken door Wolfgang Puck (De Smurfen uit 2011) en Vincent Broes (3D-televisieserie De Smurfen). De Nederlandse stem van Koksmurf werd ingesproken door Sander de Heer voor de films De Smurfen uit 2011 en The Smurfs: A Christmas Carol uit 2011.

## Koksmurf in andere talen
- Engels: Cook Smurf
- Frans: Schtroumpf Cuisinier
- Duits: Kochschlumpf
- Spaans: Cocinero
- Italiaans: Puffo Cuoc